# Juan José Estrada
Juan José Estrada Morales (1 de janeiro de 1872 - 11 de julho de 1947) foi um político e militar nicaraguense, que atuou como presidente da Nicarágua entre 30 de agosto de 1910 e 9 de maio de 1911.

## Carreira
Foi visivelmente apoiado pelos Estados Unidos, por ter iniciado uma rebelião contra o governo do general José Santos Zelaya.
Convocou eleições para a Assembleia Constituinte, que, no dia de sua instalação, o elegeu como presidente constitucional para um mandato de dois anos, que não pôde concluir ao ser removido do poder por seus aliados conservadores, o general Luis Mena Vado e Adolfo Díaz Recinos.
Durante o regime conservador que se seguiu a sua presidência por mais de 15 anos, fuzileiros navais estadunidenses tiveram uma forte presença na Nicarágua. Estrada nasceu e morreu em Manágua.